# Florianów (Zgierz)
Pour les articles homonymes, voir Florianów.
Florianów est une localité polonaise de la gmina et du powiat de Zgierz en voïvodie de Łódź.